# Вардан Анеци
Вардан Анеци (арм. Վարդան Անեցի) — армянский поэт X—XI веков. Жил и творил в Ани, в эпоху расцвета Армянского царства Багратидов. 

Из творчества Вардана до наших дней дошло лишь одно сочинение — «Панегирик божественной колеснице» (арм. «Երգելիկ վասն կառաց Աստուածութեան»). Сочинение состоит из двух частей — поэмы и её толкования. Поэма посвящена ведению Иезекиилем колесницы. Последняя часть не сохранилась в рукописях. Несмотря на то, что это единственный, причём не полностью, сохранившийся труд Вардана Анеци, его считают одним из величайших армянских поэтов Средневековья. Аршак Чобанян и Гевонд Алишан называют Вардана «вторым Нарекаци». «Панегирик божественной колеснице» опубликован в Венеции в 1919 году. В Оксфордском университете готовится английский перевод сочинения.